# 金亨植
金亨植（韓語：김형식），韓國電視劇導演。

## 作品列表

### 電視劇
- 2004年：SBS《大小姐們》
- 2005年：SBS《餅乾老師星星糖》
- 2005年：SBS《布拉格戀人》
- 2007年：SBS《外科醫生奉達熙》
- 2010年：SBS《我是傳說》
- 2011年：SBS《Sign》
- 2012年：SBS《幽靈》
- 2013年：SBS《奇怪的保姆》
- 2014年：SBS《秘密之門》
- 2015年：tvN《第二個二十歲》
- 2018年：安徽衛視《王子咖啡店》
- 2018年：tvN《想暫停的瞬間：About Time》
- 2022年：tvN《王后傘下》

### 製作作品
- 2009年：SBS《該隱與亞伯》

## 外部連結
- NAVER （页面存档备份，存于）